# 麥可·巴雷特
迈克尔·巴雷特 MP（1984年—），加拿大政治人物，現任安大略省列斯—己連威老—千島群島—麗都湖選區保守党眾議院議員。

## 生平
巴雷特1984年出生于安大略省阿恩普里尔，毕业于渥太华亚岗昆学院，后加入加拿大武装部队，担任电信线路工。退伍后，他担任人力资源经理。他有5名子女。当选为國會议员之前，他曾在爱德华兹堡/卡迪纳尔担任市议员四年。
巴雷特在2018年列斯—己連威老—千島群島—麗都湖選區联邦补选中当选为國會议员。
2019年11月，巴雷特被保守党黨魁安德魯·熙爾任命为影子道德評議員。 2021年11月，巴雷特被黨魁艾林·奧圖爾任命为眾議院反對黨副首席議員兼质询时间规划联合主席。在2022年2月的影子内阁改组中，臨時黨魁甘蒂絲·伯根任命巴雷特为影子卫生部长，并当选为卫生常设委员会副主席。 在2022年9月博勵治当选保守党黨魁后，他任命巴雷特为影子道德与问责評議員。
在第44届议会（2021年-2025年）中，巴雷特发起了私人议员法案C-405，即《修订刑事法典和加拿大议会法案》，该法案旨在将在眾議院作伪证的人监禁。该法案未能通过一读。巴雷特还共同附议了C-350法案，即《国家豁免法》、《刑事法典》和《移民和难民保护法》的修正案。 